# Julius Stürup
Julius Peter Adam Stürup (født 15. oktober 1820 i Skanderup Sogn, død 17. oktober 1896 på Frederiksberg) var en dansk forretningsmand, konsul og politiker. Han sad i Folketinget fra 1879 til 1881.
Stürup blev født i Skanderup Sogn vest for Kolding i 1820 som søn af grænsetoldkontrollør Jens Wilhelm Stürup. Faren blev senere toldinspektør. Stürup fik en handelsuddannelse i Nysted og købte en stivelsesfabrik i byen i 1847. Han var uden held guldgraver i Australien 1853-1856. I 1858 rejste han til Caracas i Venezuela hvor han var arbejdede for en bror der var apoteker og generalkonsul. Året efter slog han sig ned som apoteker i byen Puerto Cabello circa 200 km vest for Caracas. Her tjente han en formue og var tillige dansk vicekonsul 1861-1877. Ved hjemkomsten til Danmark bosatte han sig i København og blev konsul for Venezuela.
Stürup blev valgt til Folketinget som højremand i 1879 i Sakskøbingkredsen, men opnåede ikke genvalg ved næste valg i maj 1881 hvor kredsen valgte Venstre-manden N.K. Nielsen-Grøn. Han tilsluttede sig de liberale i hovedstaden i 1883 og stillede igen op til Folketinget i Lyngbykredsen ved valget i 1887 mod kammerherre Sophus A. Rosen som imidlertid blev genvalgt.
I 1857 efter sin hjemkomst fra Australien udgav Stürup bogen Tre Aar fra Hjemmet eller Min Reise til Australien. Den blev genudgivet i 1876.